# Sainte-Alvère-Saint-Laurent-les-Bâtons
Sainte-Alvère-Saint-Laurent-les-Bâtons è un comune francese del dipartimento della Dordogna nella regione dell'Aquitania-Limosino-Poitou-Charentes.
È stato creato il 1º gennaio 2016 dalla fusione dei preesistenti comuni di Sainte-Alvère e Saint-Laurent-des-Bâtons.
Il capoluogo è la località di Sainte-Alvère.